# Судебно-почтовая марка
Суде́бно-почто́вые ма́рки, или ма́рки сбо́ра за доста́вку суде́бной корреспонде́нции, или ма́рки в по́льзу почтальо́на, — специальные почтовые марки, эмитированные в Российской империи в 1909 и 1911 годах по заказу Министерства юстиции. Предназначались для оплаты услуг почтальонов по доставке дел и документов из судебных учреждений тяжущимся сторонам. Судебно-почтовые марки издавались также в Австро-Венгрии в 1898—1908 годах для Восточной Галиции и Буковины.

## Эмиссии судебно-почтовых марок

### Российская империя

#### Первый выпуск
С мая 1882 года доставкой тяжущимся сторонам повесток и других судебных документов занимались судебные рассыльные. Сбор за доставку первоначально взыскивался наличными деньгами, позднее для этих целей были выпущены специальные марки сбора в пользу судебных рассыльных. 19 июня 1909 года Министерство юстиции России выпустило циркуляр № 36883, сообщавший руководству судебных учреждений империи, о том что 7 июня «удостоился Высочайшего утверждения» одобренный Государственным советом и Государственной думой закон о порядке сношений судебных учреждений с тяжущимися посредством государственной почты. Этот закон должен был быть введён в течение годового срока. В опубликованном затем в том же году указе предписывалось за доставку заказного пакета или письма с судебными бумагами при вручении его адресату взыскивать почтовый сбор за заказ и сбор за пересылку уведомления о вручении по обыкновенному почтовому тарифу (это фиксировалось наклеенными почтовыми марками) и 15 копеек в пользу теперь уже не судебного рассыльного, а почтальона «особого вознаграждения» за каждый пакет (письмо). Таким образом, оплата доставки пакета производилась не за счёт отправителя — суда — при отправлении, а за счёт получателя в момент получения им пакета.
Сбор в пользу почтальона взыскивался посредством особых марок «В пользу почтальона», которые наклеивались на обложку пакета (письма) и погашались обычным способом.
Первый (временный) выпуск марок сбора за доставку судебной корреспонденции был осуществлён в 1910 году году. На 15-копеечной гербовой марке России сделали типографскую надпечатку красной краской текста «В пользу почталіона».

#### Второй выпуск
В 1910 году была опубликована дополнительная инструкция, которой для марок по взысканию сбора в пользу почтальона устанавливалась стоимость в 15 копеек и утверждался их рисунок: в верхней части марки поместили изображение государственного герба, надпись «В пользу почталіона» и номинал. Согласно этой инструкции в 1911 году состоялся второй (основной) выпуск марок сбора за доставку судебной корреспонденции. Это была одноцветная типографская печать на розовом гильошированном фоне на белой бумаге без водяных знаков.
Посылаемые судебными учреждениями тяжущимися письма всегда имели смешанную франкировку — обычными марками по действующему тарифу и дополнительно судебно-почтовой маркой.
До середины 1918 года марки основного выпуска находились в почтовом обращении в некоторых областях Украины.

### Выпуск ГК ВСЮР
В 1919 году администрация Главного командования Вооружёнными силами Юга России сделала фиолетовую надпечатку ручным каучуковым штемпелем в три строки «Вооруж. Силы Юга России» на судебно-почтовой марке второго общегосударственного выпуска.

### Австро-Венгрия
Судебно-почтовые марки в Австро-Венгрии выпускались по заказу Министерства юстиции. Их использование было установлено для региона, обслуживаемого Львовским высшим краевым судом, — для Восточной Галиции и Буковины (ныне Львовская, Ивано-Франковская, Тернопольская и Черновицкая области Украины, приграничные районы Польши и Румынии).
Первая эмиссия была осуществлена 1 января 1898 года. Небольшие прямоугольные миниатюры, с изображением двуглавого орла и цифры номинала в крейцерах под ним, были отпечатаны типографским способом в государственной типографии в Вене на белой тонкой бумаге без водяных знаков. Марки первого выпуска были изъяты из обращения 31 августа 1899 года.
В сентябре 1899 года, в связи с изменением в Австро-Венгрии денежной системы, был осуществлён второй выпуск судебно-почтовых марок с номиналами в геллерах. В марте 1908 года был осуществлён третий выпуск, в связи со снижением тарифа на доставку повесток.
Судебно-почтовые марки наклеивались на повестки и погашались наложением печати судебного учреждения или перечёркиванием пером.
Марки второго и третьего выпусков использовались до 1918 года. После распада Австро-Венгрии использование марок было продолжено администрациями Западно-Украинской народной республики и Польши.
В 1920 году польской администрацией был осуществлён вспомогательный выпуск. На миниатюрах третьего выпуска делалась надпечатка или надпись от руки красными или чёрными чернилами нового номинала в польской валюте.

## Филателистические аспекты
Марки сбора за доставку судебной корреспонденции представляют филателистический интерес на почтовых отправлениях.